# Зелений (Рузаєвський район)
Зеле́ний (рос. Зелёный, ерз. Зеленый) — селище у складі Рузаєвського району Мордовії, Росія. Входить до складу Пайгармського сільського поселення.

## Населення
Населення — 31 особа (2010; 29 у 2002).
Національний склад (станом на 2002 рік):
- росіяни — 72 %
- мордва — 28 %